# Controversen
Controversen, op. 191, är en vals av Johann Strauss den yngre. Den spelades första gången den 27 januari 1857 i Sofiensäle i Wien.

## Historia
Premiären av valsen Controversen ägde rum vid juristernas karnevalsbal den 27 januari 1857 i Sofiensäle och mottogs väl av studenterna. När Johann Strauss senare på våren åkte på sin andra konsertturné till Ryssland ingick valsen bland nyheterna. Den 14 maj skrev Strauss till sin förläggare Carl Haslinger i Wien: "Jag är mycket nöjd med mottagandet från den ryska publiken. /.../ 'Controversen' och 'Une Bagatelle-Polka' slår också bättre än andra valser och polkamazurkor."

## Om valsen
Speltiden är ca 11 minuter och 18 sekunder plus minus några sekunder beroende på dirigentens musikaliska tolkning.

## Weblänkar
- Controversen i Naxos-utgåvan.